# The Search (álbum de Necrosis)
The Search fue el álbum debut de Necrosis y fue grabado en Brasil por el sello discográfico Heavy Metal Maniac Records que aceptó grabar un LP de Necrosis después de recibir el demo Kingdom of Hate.
Para que se lograra dar a conocer el álbum, el sello decidió organizar un concierto con Necrosis, MX, Ratos de Porao, Korzus y como banda principal Kreator, esta última tuvo que declinar del show días antes de que se organizara y Necrosis tuvo que tomar su lugar en el espectáculo.
Necrosis regresa a Chile en marzo de 1989 con 1000 copias del álbum The Search, que se vendieron rápidamente, pero poco después la banda se tendría que separar por diversos motivos y no se volvería a reunir Necrosis hasta el año 1999.[cita requerida]

## Lista de temas
1. The Search 07:04 (Infante)
2. Fall in The Last Summer 04:46 (Infante)
3. Prayer	09:34 (Infante)
4. From The Sea 00:55 (Westphal)
5. Liar 05:24 (Infante)
6. Golden Valley 04:51 (Infante)
7. My Fears 06:53 (Infante)
8. Kingdom of Hate	04:49 (Infante)

(En el año 1997 la disquera Toxic Records volvería a grabar el disco y en el 2006 la disquera chilena Rawforce Productions graba de nuevo el disco junto al demo Kingdom of Hate).
- Datos: Q5681015